# Віньяле-Монферрато
Віньяле-Монферрато (італ. Vignale Monferrato, п'єм. Vignà) — муніципалітет в Італії, у регіоні П'ємонт,  провінція Алессандрія.
Віньяле-Монферрато розташоване на відстані близько 480 км на північний захід від Рима, 60 км на схід від Турина, 21 км на північний захід від Алессандрії.
Населення — 1020 осіб (2014).
Щорічний фестиваль відбувається 24 серпня. Покровитель — святий Варфоломій.

## Демографія
Населення за роками:

Станом на 1 січня 2023 року в муніципалітеті офіційно проживало 86 іноземців з 24 країн, серед них 25 громадян країн Євросоюзу та 3 громадяни України.

## Уродженці
- Еральдо Мондзельйо (*1906 — †1981) — відомий у минулому італійський футболіст, захисник, згодом — футбольний тренер.

## Сусідні муніципалітети
- Альтавілла-Монферрато
- Каманья-Монферрато
- Казорцо
- Куккаро-Монферрато
- Фрассінелло-Монферрато
- Фубіне
- Олівола